# Потоковий алгоритм
Потоковий алгоритм (англ. streaming algorithm) — алгоритм для обробки послідовності даних за один або мале число проходів.
Потокові алгоритми розв'язують задачі, в яких дані надходять послідовно й у великому обсязі. Прикладом може бути аналіз мережного трафіку з боку маршрутизатора. Подібні задачі накладають на потокові алгоритми природні обмеження щодо доступної пам'яті (значно менше, ніж розмір вхідних даних) і часу обробки кожного елемента послідовності. Часто обробка даних можлива тільки за один прохід.
Суворі обмеження на час і пам'ять часто унеможливлюють точне розв'язання досліджуваної задачі. Зазвичай потокові алгоритми є ймовірнісними та дають наближення до точної відповіді.

## Історія
Хоча подібні алгоритми розглянуто в працях першої половини 1980-х років, поняття потокового алгоритму вперше формалізовано в роботі Алона, Матіаса та Сегеді 1996 року. 2005 року авторів відзначено премією Геделя за внесок у теорію алгоритмів (англ. for their foundational contribution to streaming algorithms).
2005 року введено поняття напівпотокового алгоритму (англ. semi-streaming algorithm) як алгоритму, що обробляє вхідний потік за стале або логарифмічне від обсягу даних число проходів.

## Модель
У моделі потокових даних вважається, що до частини або всього набору вхідних даних, які слід обробити, немає довільного доступу: вхідні дані надходять послідовно і безперервно в одному або декількох потоках. Потоки даних можна подати впорядкованою послідовністю точок («оновлень»), доступ до яких може здійснюватися за порядком і лише один чи обмежене число разів.
У низці джерел додатково розглядають модель на ковзному вікні. У цій моделі функція обчислюється над вікном фіксованої довжини. У міру обробки потоку старі елементи видаляються з одного краю вікна, а нові додаються з іншого.
У «касовій» моделі кожне «оновлення» подається у формі {\displaystyle \langle i,c\rangle } і модифікують вектор так, що {\displaystyle a_{i}} збільшується на деяке додатне ціле число {\displaystyle c}. Найчастіше {\displaystyle c=1}, що означає тривіальну інкрементну модель.
У «турнікетній» моделі кожне «оновлення» подається у формі {\displaystyle \langle i,c\rangle } і модифікують вектор так, що {\displaystyle a_{i}} змінюється на деяке додатне чи від'ємне ціле число {\displaystyle c}. У строгій турнікетній моделі в будь-який момент часу {\displaystyle a_{i}} може бути від'ємним.
Багато публікацій із потокової обробки розглядають задачу обчислення статистик над частотним розподілом даних. При цьому обсяг даних дуже великий для ефективного зберігання. Прикладами нетривіальних задач є обчислення медіани, довільних перцентилів або кількість унікальних елементів потоку. Формально, для задач цього класу вважається, що вектор {\displaystyle \mathbf {a} =(a_{1},\dots ,a_{n})} (ініціалізований нульовою послідовністю {\displaystyle \mathbf {0} }) має певну кількість «оновлень». Кожне оновлення збільшує або зменшує значення в окремій комірці вектора. Мета алгоритму — обчислити функції від {\displaystyle \mathbf {a} }, використовуючи істотно менше місця, ніж вимагає повне як подання вектора {\displaystyle \mathbf {a} }, так і збереження обсягу оброблюваних даних. Існують дві загальні моделі оновлення таких даних: «каса» (англ. cash register) та «турнікет» (англ. turnstile).
У потокових алгоритмах розглядаються як питання, пов'язані з частотними характеристиками даних, так і низка інших. Багато задач на графах розв'язуються в умовах того, що матриця суміжності графа потоково підвантажується в деякому невідомому наперед порядку. Також є задачі, коли порядок має особливе значення. Наприклад, задача підрахунку числа інверсій або пошуку найбільшої зростальної підпослідовності.

## Порівняння алгоритмів
Основні характеристики потокових алгоритмів:
- кількість допустимих проходів алгоритму над даними;
- доступна пам'ять;
- час обробки окремого елемента.

Ці алгоритми мають багато спільного з онлайновими алгоритмами, оскільки алгоритм повинен приймати рішення до того, як стануть доступними всі дані, але є й відмінності. Зокрема, потокові алгоритми мають можливість відкласти ухвалення рішення до моменту приходу групи точок послідовності даних, тоді як онлайнові алгоритми повинні приймати рішення в міру приходу кожної нової точки послідовності.
Якщо алгоритм є наближеним, то ще одним показником є точність відповіді. Точність алгоритму часто подають як величину {\displaystyle (\epsilon ,\delta )}, що означає, що алгоритм досягне помилки менше {\displaystyle \epsilon } з імовірністю {\displaystyle 1-\delta }.

## Застосування
Потокові алгоритми важливі в задачах моніторингу комп'ютерних мереж. Наприклад, відстеження потоків високої інтенсивності, оцінення загальної кількості різних потоків, наближене оцінення розподілу інтенсивності потоків тощо. Також потокові алгоритми можуть застосовуватись у базах даних, наприклад, для оцінення розміру декартового добутку таблиць.

## Приклади задач, які розв'язують потокові алгоритми

### Задачі з частотним розподілом
{\displaystyle k}-ий момент частоти у векторі {\displaystyle \mathbf {a} } визначають як {\displaystyle F_{k}(\mathbf {a} )=\sum _{i=1}^{n}a_{i}^{k}}.
Перший момент {\displaystyle F_{1}} це проста сума частот (тобто, загальне число). Другий момент {\displaystyle F_{2}} корисний для обчислення статистичних параметрів даних, наприклад коефіцієнта Джині. {\displaystyle F_{\infty }} визначають як частоту елемента, що зустрічається найчастіше.
Також вивчено питання оцінення моментів частот.

### Пошук важких елементів
Задача полягає в пошуку в потоці даних елемента, який зустрічається найчастіше. Тут застосовуються такі алгоритми:
- алгоритм більшості голосів Боєра — Мура
- алгоритм Карпа — Пападимитріу — Шенкера ,
- Count-Min sketch[en] ,
- алгоритм в'язкої вибірки (англ. sticky sampling),
- Алгоритм підрахунку втрат[en],
- «вибірка та утримання» (англ. sample and hold),
- багаторівневий фільтр Блума,
- підрахунок «начерків» (англ. Count-sketch),
- вибірка на основі «начерків» (англ. Sketch-guided sampling).

### Відстеження тренду
Відстеження тренду в потоці даних зазвичай проводять у такому порядку: найчастіші елементи та їхні частоти визначають на основі одного зі згаданих вище алгоритмів, а потім найбільше збільшення відносно попереднього моменту часу відзначають як тренд. Для цього застосовують експоненційне рухоме середнє і різне нормування. Алгоритм використовує O(ε² + log d) місця і O(1) для найгіршого випадку оновлення за універсальної геш-функції зі сімейства r-розумних незалежних геш-функцій з r = Ω(log(1/ε)/log log(1/ ε))).

### Ентропія
Емпірична оцінка ентропії над набором частот {\displaystyle \mathbf {a} } визначається як {\displaystyle F_{k}(\mathbf {a} )=\sum _{i=1}^{n}{\frac {a_{i}}{m}}\log {\frac {a_{i}}{m}}}, де {\displaystyle m=\sum _{i=1}^{n}a_{i}}.

### Машинне навчання
Основна задача онлайнового машинного навчання — навчити модель (наприклад, класифікатор) за один прохід за навчальною вибіркою; для її розв'язання зазвичай використовують методи передбачального гешування і стохастичний градієнтний спуск.

### Підрахунок числа унікальних елементів
Підрахунок кількості унікальних елементів у потоці даних (момент {\displaystyle F_{0}}) — ще одна добре вивчена задача. Перший алгоритм запропонували Флажоле та Мартен. 2010 року знайдено асимптотично оптимальний алгоритм.